# 7-а армия (Вермахт)
7-а армия (на немски: 7. Armee) е полева армия от състава на Вермахта воюваща през Втората световна война.

## Произход
Създадена на 25 август 1939 г. в Щутгарт, командването на 7-а армия поема генерал-полковник Фридрих Долман.
С избухването на Втората световна война, тя се отбранява на германската граница по Линия „Зигфрид“ в областта на Горен Рейн, а малко след старта на Западната кампания се присъединява към щаба на фелдмаршал Вилхелм фон Лееб, командващ Група армии „Ц“.
От 14 юни 1940 г. групата армии предприема атакуване по линия „Мажино“, след като някой от боините единици на XXXXI танков корпус биват отрязани. Въпреки това малко преди края на кампанията водещия елемент на армията достига до областта преди Колмар, където успява да подгони частите на френската 2-ра група. В края на кампанията 7-а армия е разположена в източната част на Франция.
От юли 1940 до април 1941 г. армията охранявала бреговия район в югозападната част на Франция. През същия месец тя става отговорна и за крайбрежната отбрана на Бретан и Нормандия, след което до средата на 1944 г. е зачислена в състава на фелдмаршал Ервин Ромел, командващ Група армии „Б“.

## Нормандия 1944 г.
Заради несигурността на Германското върховно командване относно съюзническия десант, 7-а армия се налага да поеме по-голямата част от сраженията в Нормандия, след което бива подсилена от танкова група „Запад“. 15-а армия също взима участие в подпомагането на армията, разположена в близост до Па дьо Кале в очакване на други съюзнически десанти. До 18 юни на същата година армията губи 97 000 войника, включително пет генерала, а в средата на юни командващият армията, генерал-полковник Фридрих Долман умира от сърдечен удар.
Малко след това армията предприема бавно отстъпление през горите на Нормандия, след съюзническия прилив. В края на юли обаче лявото крило на армията е тотално отслабено от масивните съюзнически бомбардировки, а малко по-късно и постоянните атаки на американската 1-ва армия, ги довършва. Американските части, окупиращи цялата фронтова линия, принуждават германските единици да се оттеглят в още по-задни позиции. След неуспешните контраатаки от Операция Лютих, имаща за цел завземането на Нормандия отново, завършили пагубно за 7-а армия, която е задържана във Фалезкия чувал. Това, което е останало от тежката им техника, било разбито, а останките на 7-а армия избягали от Фалезкия чувал, като се оттеглили на изток до границата с Германия. През есента на 1944 г. армията преминава в защитна позиция в региона Айфел, намиращ се на Белгийско-Люксембурската граница.

## Арденска офанзива 1945 г.
По време на Арденската офанзива стартирала на 28 януари 1945 г. 7-а армия състояща се от три пехоти (212-а, 256-а и 352-ра Фолксгренадирска пехота) и една парашутна дивизия (5-а), има за цел отбраняването на южния фланг на 5-а танкова армия, която намаляла в числения си състав. Също като други две германски армии участващи в офанзивата, та претърпяла значителни загуби. Въпреки това тя успява да защити отново северната атака на американската 3-та амрия, но в крайна сметка не успява да спре офанзивата на генерал Патън, движеща се по посока на Бастон и Уфализ. Малксо след това 7-а армия успява да избегне и обкръжаване, след което прави отстъпление към Линия „Зигфрид“.

## Германия
През януари 1945 г. американската 3-та армия атакува на изток, принуждавайки 7-а армия да се оттегли от региона Трир към региона Кобленц. Освен това американския прилив, принуждава армията също да се оттегли и през регионите около Майнц и Манхайм.

## Съдба
7-ата армия се предава на американската 3-та армия в района на Баварската Гора и западна Бохемия, на 8 май 1945 г.

## Командири
- Генерал-полковник Фридрих Долман (25 август 1939 – 28 юни 1944)
- Оберстгрупенфюрер Паул Хаусер (29 юни 1944 – 20 август 1944)
- Генерал от танковите войски Хайнрих Ебербах (21 август 1944 – 21 септември 1944)
- Генерал от танковите войски Ерих Бранденбергер, (3 септември 1944 – 21 февруари 1945)
- Генерал от пехотата Ханс Фелбер, (22 февруари 1945 – 25 март 1945)
- Генерал от пехотата Ханс фон Обстфелдер, (26 март 1945 – 4 май 1945)